# 立沢克美
立沢 克美（たつざわ かつみ）は、日本の漫画家。『週刊ヤングマガジン』にて『ポンチョ』で連載デビューを果たす。

## 作品リスト

### 連載
- ポンチョ（『週刊ヤングマガジン』2012年6号 - 48号、ヤンマガKCスペシャル 全4巻）
- ダウト（監修：桑田真澄、『グランドジャンプPREMIUM』2014年11月号 - 2015年3月号、グランドジャンプ愛蔵版コミックス 単巻）
- バーサス魚紳さん!（原作：矢口高雄、『イブニング』2018年10号 - 2020年15号、イブニングKC 全7巻）
- BENJIE（既刊4巻）
- イクサガミ（原作：今村翔吾、『モーニング』2023年2・3合併号[1] - 既刊4巻）

### 読切・短編
全て「立澤克美」名義
- こぼれKIDS（『ホップ★ステップ賞SELECTION』6巻に収録、1991年、集英社）
- ドレッドタクシー（『モーニング』2001年33号）
- 風呂人（原作：大原利雄、『モーニング』2005年6号、同年41号、2006年50号、同年51号）

## 師匠
- 井上雄彦[2]